# Tigerspuren – Broken Tail bricht aus
Tigerspuren – Broken Tail bricht aus ist ein in Indien gedrehter irischer Dokumentarfilm. Der führende Tiger-Dokumentarfilmer Colin Stafford-Johnson reist quer durch Indien und folgt den Spuren der außergewöhnlichen Reise des Königstigers Broken Tail.

## Handlung
Colin Stafford-Johnson hatte bereits mehr als 600 Tage damit verbracht, Broken Tail und seine Familie zu filmen, als dieser plötzlich aus dem Ranthambhore-Tigerreservat in Indien verschwindet. Ein Jahr später liest Colin Stafford-Johnson in einer indischen Zeitung einen Bericht über einen vom Zug erfassten Tiger und erkennt Broken Tail darin wieder. Er beschließt, sich auf Spurensuche zu begeben, und folgt der Fährte von Broken Tail. Die Dokumentation zeigt den sich verändernden Lebensraum Wildnis und die Auswirkungen auf die Tiger. Den Schwerpunkt bildet aber die persönliche Beziehung von Colin Stafford-Johnson zu Broken Tail und bietet damit einen besonderen Blick auf das Verhältnis Mensch-Tiger, der über eine reine Dokumentation hinausgeht.